# Mariano Ricafort
Mariano Ricafort Palacín y Abarca (Huesca, 20 de febrero de 1776 – Madrid, 16 de octubre de 1846) fue un militar, político y gobernador colonial español, sucesivamente capitán general de Filipinas, de Cuba, de Galicia, de Andalucía y de Aragón.

## Trayectoria
Comenzó su carrera militar en 1793 sentando plaza como soldado en el ejército que participó en la guerra del Rosellón, donde se destacó hasta ser nombrado subteniente dos años después. Tomó parte en la guerra de las naranjas de 1801 contra Portugal. En 1803 contrajo matrimonio con Antonia Paula Sánchez de Lima, natural de Oliva de la Frontera (Badajoz), lugar donde aún se encuentra la vivienda familiar. Fue ascendido a teniente y destinado a Madrid. Tuvo también una participación destacada en Extremadura durante la guerra de independencia contra las tropas napoleónicas; al término de la guerra había alcanzado el grado de coronel.
En 1815, como coronel del Regimiento de Extremadura, viajó a América en la expedición dirigida por el mariscal Pablo Morillo para sofocar las insurrecciones independentistas de Venezuela y Nueva Granada; desde allí marchó al Perú para incorporarse al Ejército Real del Perú. Al año siguiente el virrey José Fernando de Abascal le hizo presidente de la Real Audiencia de Cuzco, siendo promovido a brigadier participando también en las campañas del Alto Perú.
En 1816 Ricafort fue nombrado gobernador de la Intendencia de La Paz, juró su cargo el 26 de octubre de ese año. Se alojó en la casa de Isidora Segurola, viuda del coronel español Jorge Ballivián, quien le rogó por justicia ante la matanza de españoles que hubo en La Paz en septiembre de 1814 provocada por los rebeldes cuzqueños. Ricafort se comprometió a hacer justicia y pronto arrestó a muchos simpatizantes de los movimientos de independencia, en noviembre llegó a fusilar a 83 presos y para enero de 1817 ajustició a 56 más. Incautó bienes de muchas familias involucradas en la sedición hasta acumular una fortuna de cuatrocientos mil pesos que fue utilizada para continuar con la campaña contra la independencia de la región. Ricafort dejó el cargo de gobernador el 1 de febrero de 1817.
Los gauchos, al liberar la Republiqueta de Tarija tras la batalla de Tarija (iniciada el 14 de abril y concluida en el Combate del Campo de La Tablada con victoria gaucha por la mañana del 15 de abril de 1817), José de la Serna, para tener ruta y comunicación con Humahuaca, ordena a Ricafort en calidad de brigadier, al coronel Pedro Antonio de Olañeta y al coronel Melchor José Lavin —o José Melchor Levin o, Lavín— retomar la rioplatense Republiqueta de Tarija. El Tcnel. Francisco Pérez de Uriondo, quien estaría en calidad de gobernador de Tarija, dio parte por la tarde del 10 de julio al teniente coronel y comandante don Juan Antonio Rojas, mencionando que los realistas ocuparían Tarija, este le pidió refuerzos y ayuda de Gregorio Aráoz de Lamadrid, organizándose en Santa Ana y Concepción. El día siguiente (11 de julio), Olañeta se apodera de Tarija y encomendó la guarnición a Melchor Lavin con escuadrones de infantería y caballería, logró ocupar la Villa, Ricafort a la cabeza de sus tropas, se dedicó a arreglar la administración del territorio, aunque se presume de ciertos actos vandálicos, entre estos una supuesta quema del cabildo, y también la persecución de las tropas gauchas que acaudillaban a los gauchos Uriondo, Avilés, Manuel Rojas, Gaite, Méndez, Garay y Guerrero. Uriondo apoyado por José María Avilés sitiaron la cuesta de Orozas, donde sufriendo derrotas el 2 de agosto por Ricafort. Combatió en San Agustín, combate que iba a favor de los independentistas, hasta que fue muerto el gaucho Garay, los realistas obtuvieron prisioneros, fusiles, carabinas y lanzas, caballos y otras tantas cabezas de ganado vacuno. Por el momento la Republiqueta de Tarija estaría completamente ocupada, por obra de los triunfos de Ricafort, éste abandonó la republiqueta dejando al Cnel. Antonio Vigil a cargo de las fuerzas que dejó en la ciudad de Tarija; con una parte de sus tropas, Ricafort marchó hacia Cochabamba.
A fines de febrero de 1821, por órdenes del nuevo virrey La Serna, partió de Lima con la misión de sofocar la insurrección independentista de las poblaciones de la sierra central del Perú. Hostilizado constantemente por las partidas de montoneros obtuvo algunas victorias sobre ellos sin embargo a su regreso a Lima su división fue duramente atacada en el camino de Canta siendo el mismo herido en una pierna y teniendo que regresar en camilla a la capital. Aún no restablecido completamente fue nuevamente herido durante uno de los combates ocurridos en el primer sitio del Callao. El general San Martín le invitó entonces a trasladarse a Lima para atender la gravedad de sus heridas y habiendo quedando discapacitado para el servicio militar se le permitió embarcarse para la península junto a otros funcionarios del gobierno colonial.
Aunque no volvió a servir en el ejército activo sí ejerció altos cargos públicos. Entre 1825 y 1830 fue capitán general de Filipinas y presidente de su Real Audiencia. Entre 1832 y 1834 se desempeñó como capitán general de Cuba, en cuyas competencias debió afrontar la epidemia de cólera morbo que diezmó la población y el regreso de los liberales exiliados, acogidos a la amnistía de 1833.
Senador por Huesca en la legislatura 1837-38 y capitán general de Galicia ese mismo año. 
En noviembre de 1840 fue nombrado ministro del Tribunal Supremo de Guerra y Marina y al mes siguiente comandante general de las Islas Canarias, al año siguiente capitán general de Aragón, y de Andalucía. A lo largo de su carrera militar recibió varias heridas que le dejarían secuelas de por vida.
En 1843 recibió destino de cuartel en Madrid, donde murió tres años después a los 70 de edad.

## Condecoraciones
- Cruz Laureada de San Fernando.
- Caballero gran cruz de la Orden de Isabel la Católica.
- Caballero gran cruz de la Orden de San Hermenegildo.
- Caballero de la Orden de Santa Ana (Imperio ruso).
- Varias condecoraciones menores más por acciones de guerra.

| Predecesor: Juan Antonio Martínez    | Capitán general de Filipinas Octubre de 1825 – diciembre de 1830  | Sucesor: Pascual Enrile y Alcedo |
| Predecesor: Francisco Dionisio Vives | Capitán general de Cuba 15 de mayo de 1832 – 1.º de junio de 1834 | Sucesor: Miguel Tacón y Rosique  |